# Midsommargården

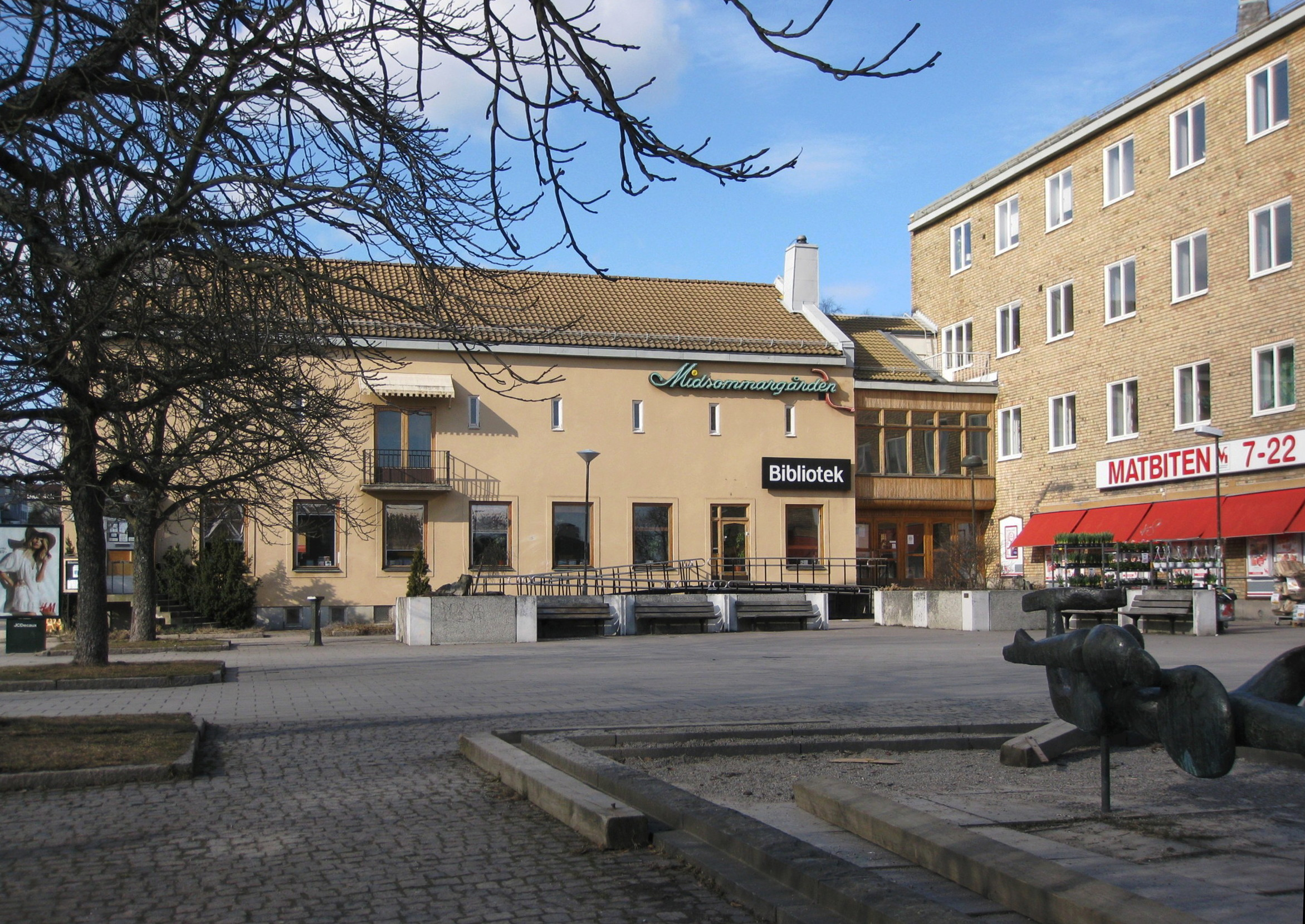
Midsommargården i april 2010.

Midsommargården är ett lokalt kulturhus och en av Stockholms sex hemgårdar. Midsommargården ligger vid  Telefonplan i södra Stockholm. Midsommargården invigdes 1946 och har sedan dess erbjudit ett aktivt kulturutbud.

## Historik

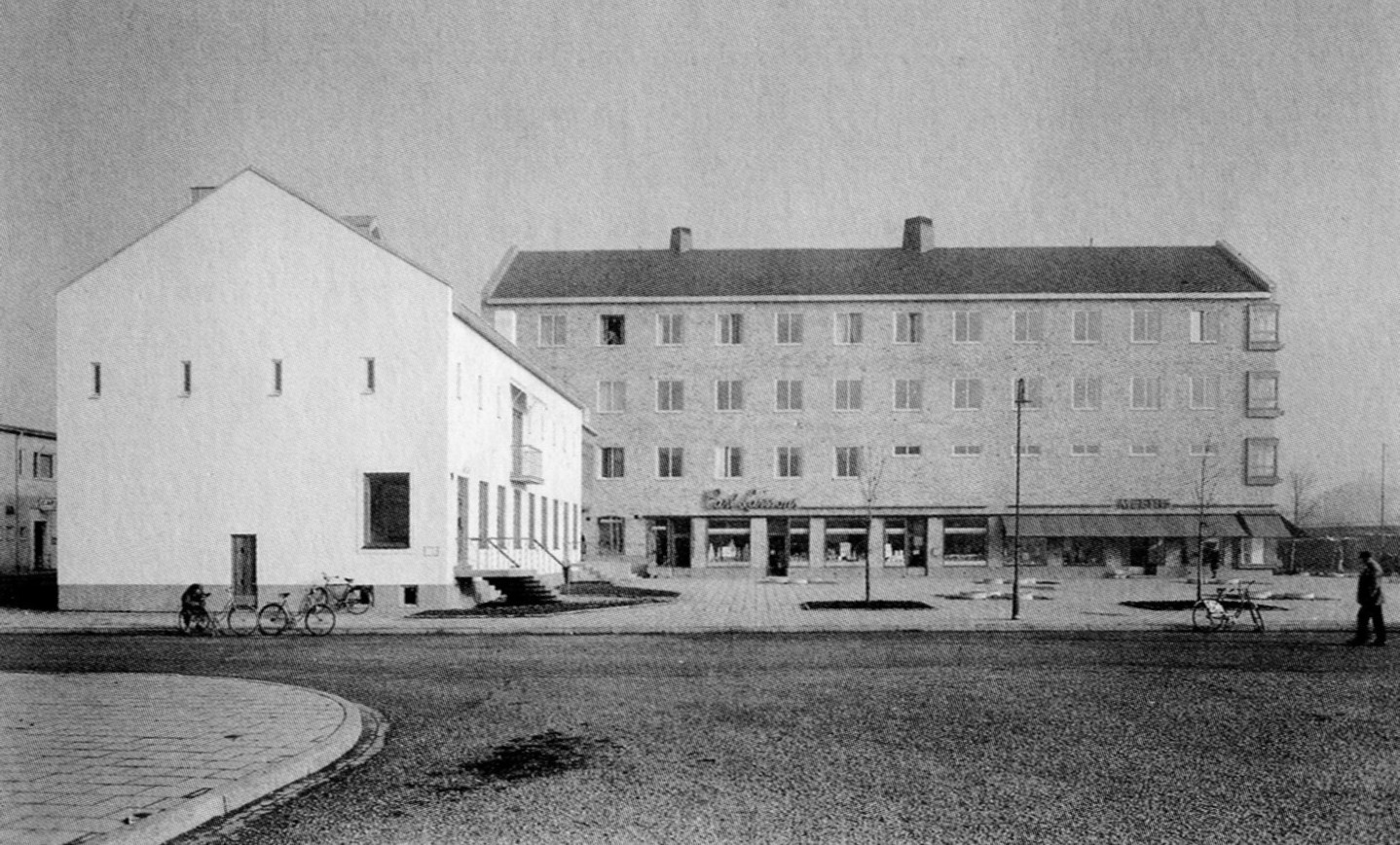
Midsommargården 1946

Redan i september 1942 beslöt Hans Theobald Holm, dåvarande vd i LM Ericsson, att ekonomisk stödja ett projekt för ett ”trivselskapande fritidscentrum” nära sin fabrik i Midsommarkransen. Resultatet blev ”Stiftelsen Medsommargården”. Tanken var att skapa en plats där de anställda på L.M.. Ericsson och deras familjer kunde umgås och ta del av folkbildningen. Själva bygget för gården vid Telefonplan fick vänta tills efter andra världskriget och anläggningen kunde invigas den 2 november 1946. För den arkitektoniska utformningen i stram funktionalism stod Ture Wennerholm, som även var arkitekt bakom LM Ericssons fabrik vid Telefonplan.
Midsommargården var från början en hemgård som skulle vända sig till personer i alla åldrar och som det står i höstprogrammet för 1946 ”intellektuella och praktiska sysselsättningar alltid kommer att ägnas särskild uppmärksamhet.” Anläggningen består av en huvudbyggnad i fyra våningar och en vinkelbyggnad i två våningar. Huvudbyggnadens fasader uppfördes i gult tegel, medan vinkelbyggnadens fasader hölls i puts med ljus kulör. Huvudentrén i vinkeln mellan båda byggnadskroppar kläddes med träpanel. I bottenvåningen inrättades butiker, bank, apotek och liknande och på övre våningsplanet fanns bland annat en liten teatersal, bibliotek, festsal, kindergarten och studierum. Högre upp i huset anordnades bostäder. Idag finns en matvarubutik i bottenvåning och en filial för Stockholms stadsbibliotek.

## Nedläggningshot
År 2004 övertog stiftelsen ansvaret för gården från LM Ericsson. Stiftelsen sålde 2012 fastigheten till Fastighets AB Telefonplan, men behöll verksamhetens regi. Våren 2013 var Midsommargården nedläggningshotad och sedan den 1 augusti 2013 bedriver Föreningen Midsommargården och Kung Saga AB verksamhet i gårdens lokaler. Stiftelsen Midsommargården kommer att finnas kvar som stiftelse tills vidare.

## Bilder

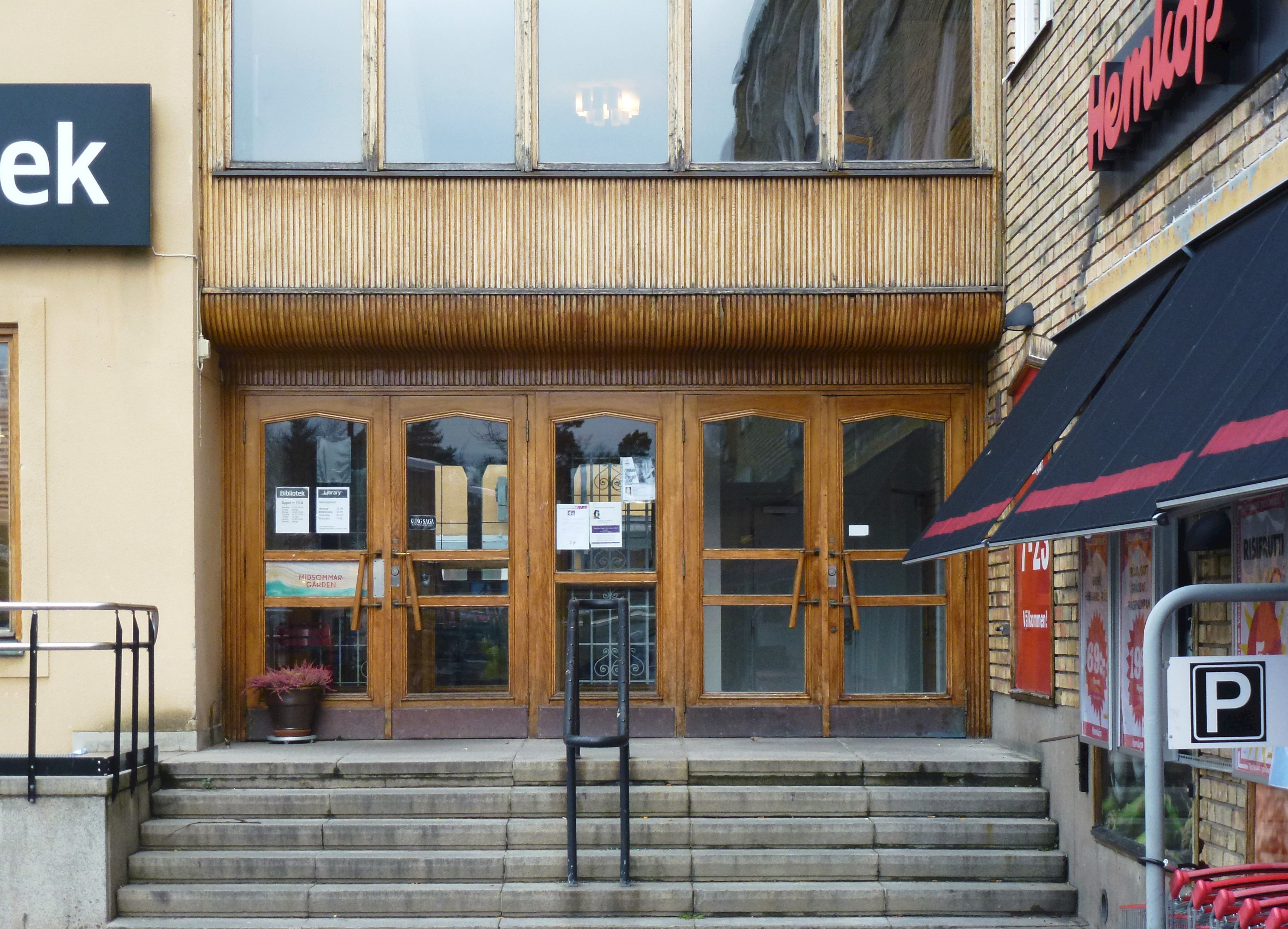
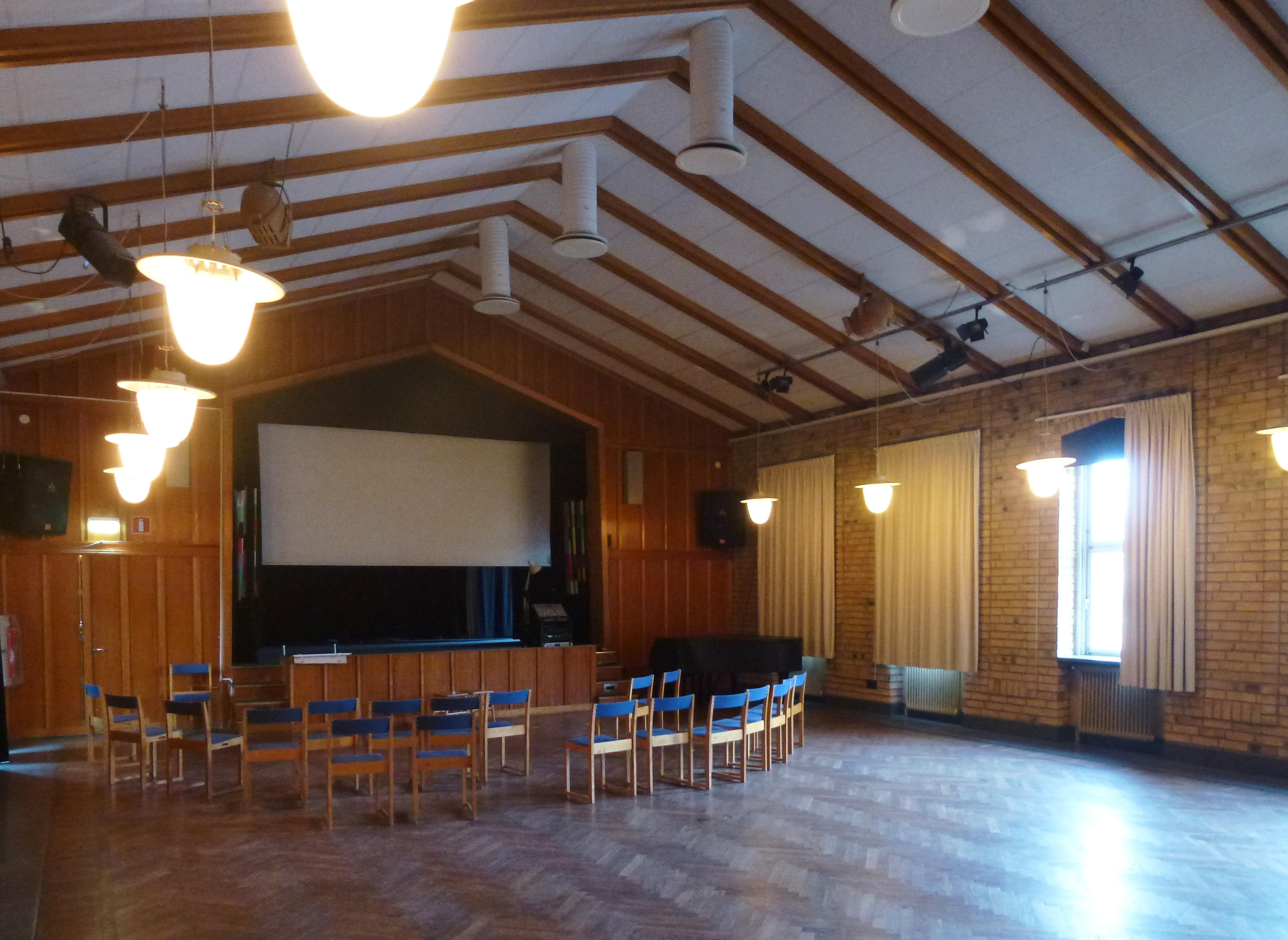
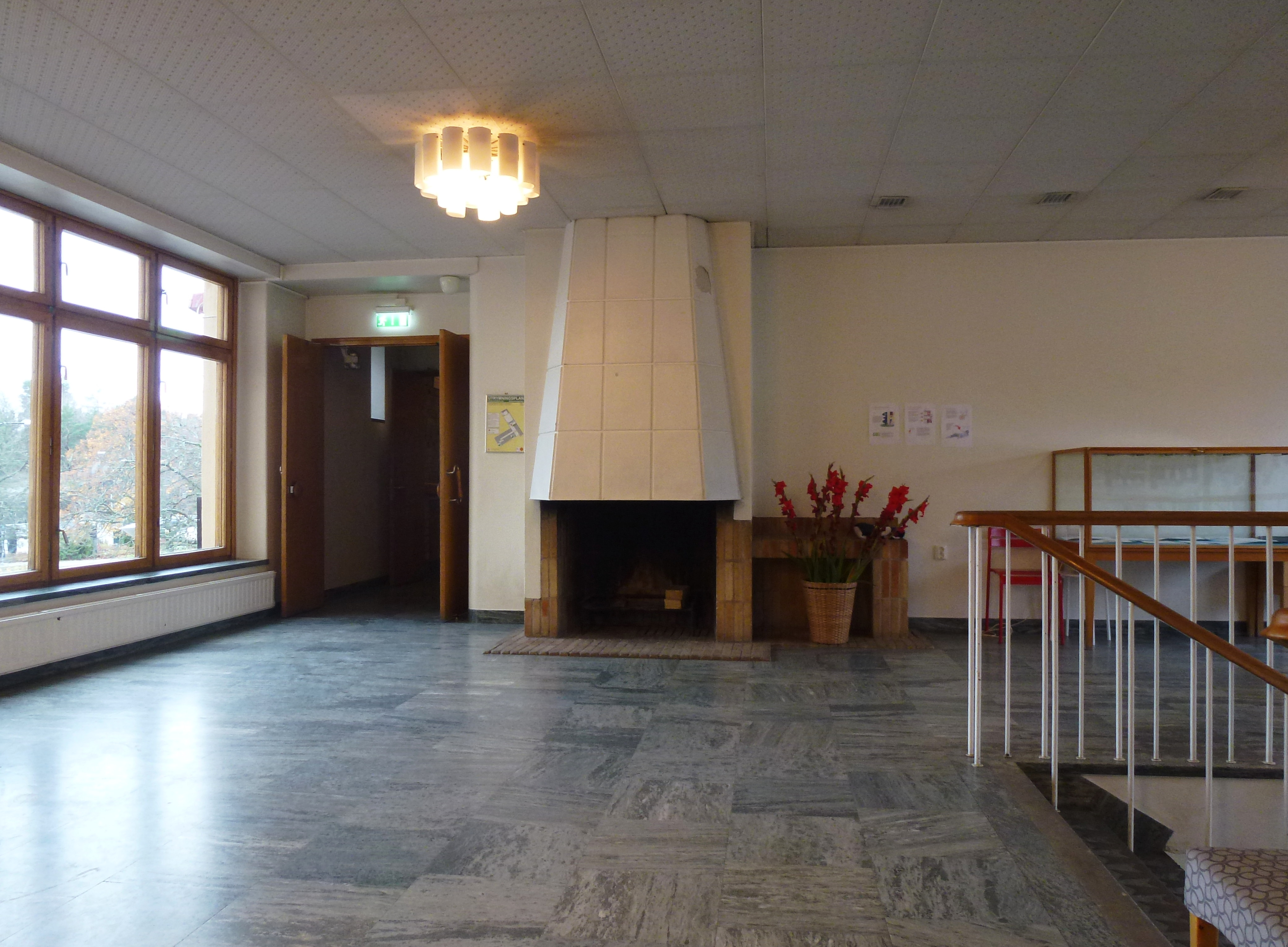
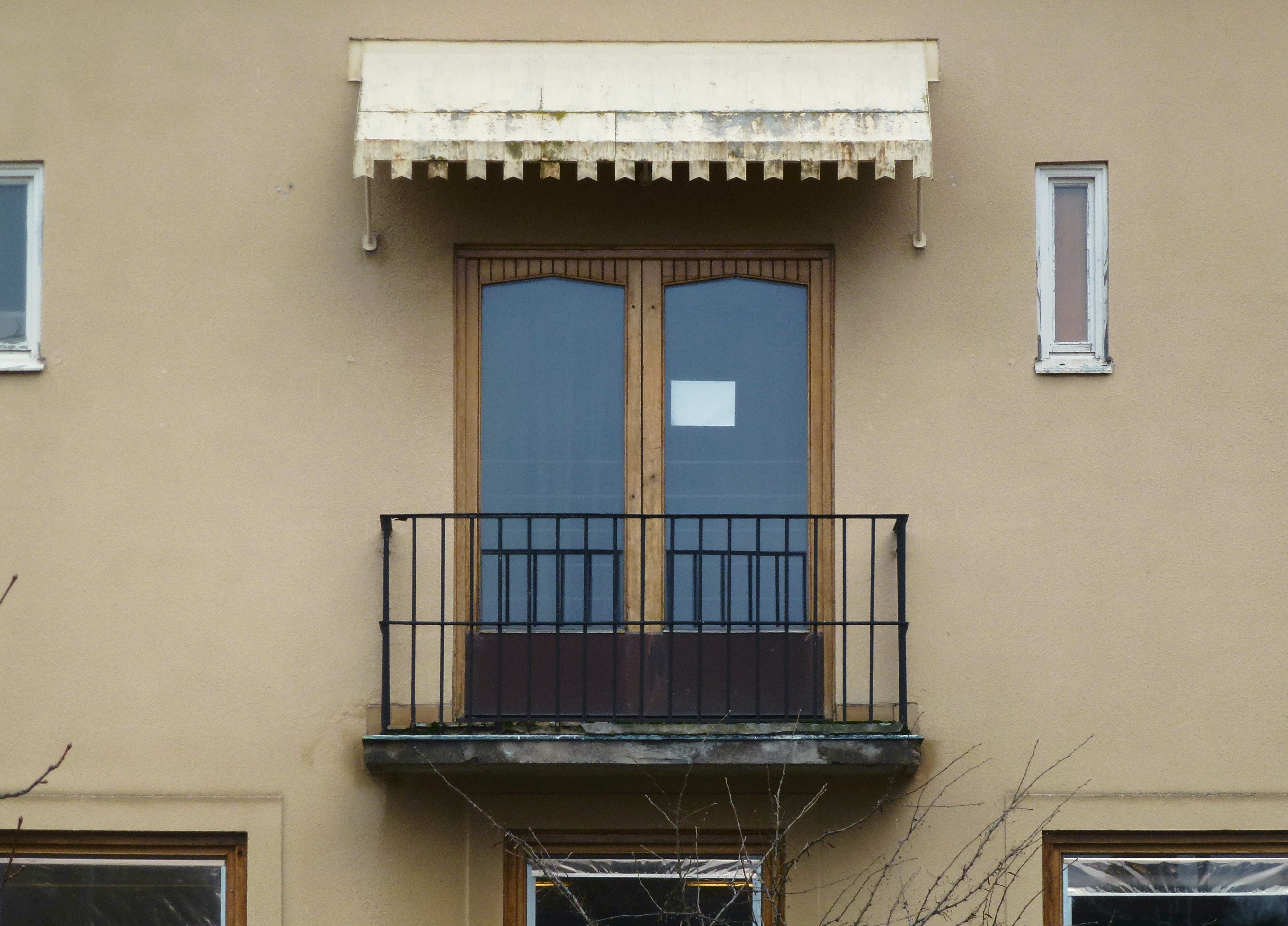